# Passiflora rugosa
Passiflora rugosa là một loài thực vật có hoa trong họ Lạc tiên. Loài này được (Mast.) Planch. & Triana mô tả khoa học đầu tiên năm 1873.